# The Office US
The Office, aanvankelijk getiteld The Office: An American Workplace, is een Amerikaanse sitcom in de vorm van een mockumentary. De serie is gebaseerd op de door Ricky Gervais en Stephen Merchant bedachte BBC-comedyserie The Office (2001-2003). De Amerikaanse versie wordt ook wel met The Office US aangeduid. The Office eindigde op 16 mei 2013 na negen seizoenen.
The Office heeft een aantal prijzen gewonnen, waaronder een Golden Globe Award in 2006 voor hoofdrolspeler Steve Carell in de categorie Best Performance by an Actor in a Television Series – Musical or Comedy, een Emmy Award in 2006 in de categorie Outstanding Comedy Series en een Writers Guild of America Award in 2007 in de categorie Best Comedy Series.

## Verhaal
De serie speelde zich af in het kantoor van de fictieve firma Dunder-Mifflin Paper Company in Scranton, Pennsylvania.
De baas Michael Scott (Steve Carell) denkt dat hij de beste baas is die je maar kan wensen. Hij probeert grappig en vriendelijk te zijn naar zijn personeel en ziet hen als zijn familie. Hij krijgt van het hoofdkantoor te horen dat hij moet gaan inkrimpen, heeft het hier echter heel moeilijk mee en probeert dit uit te stellen. Zijn assistent Dwight (Rainn Wilson) denkt dat hij alles te zeggen heeft binnen "The Office" en hoopt op promotie, die hij niet krijgt. Verder zijn er romances, fraude en gebeuren er de nodige ongevallen.

## Belangrijkste personages
- Michael Scott (Steve Carell), de baas op het kantoor. Hij ziet zichzelf als de ideale baas en wil de meeste dingen dan ook zonder hulp van anderen oplossen. Hij heeft het beste voor met iedereen maar werkt zichzelf en het bedrijf vaak in de nesten. Hij probeert altijd grappig te zijn naar zijn personeel, maar zijn meeste grapjes mislukken. Michael heeft een tijd een relatie met zijn baas Jan Levinson, hoewel hij in het begin van de serie nog een hekel aan haar heeft. Later krijgt hij een relatie met Holly Flax.
- Dwight Schrute (Rainn Wilson), voluit Dwight Kurt Schrute III is in het begin van de serie nog een arrogante assistent van Michael. Later wordt hij wat vriendelijker, hoewel hij zich nog altijd boven de anderen stelt als het gaat om de posities binnen het kantoor. Volgens Rainn Wilson, de acteur die Dwight speelt, heeft hij een 'adolescente liefde voor hiërarchieën'. Dwight noemt zichzelf altijd Assistant Regional Manager, waarna hij door een van de anderen gecorrigeerd wordt naar Assistant to the Regional Manager. Op een gegeven moment wordt Dwight gepromoveerd naar Assistant Regional Manager, een titel die vrijwel niets betekent en die vooral bestaat om hem een plezier te doen. Verder heeft Dwight enkele aparte gewoonten, zo zet hij altijd de speeltjes op Michaels bureau op zijn plaats. Hij heeft een boerderij waar hij bieten teelt.
- Jim Halpert (John Krasinski) is een intelligente, maar ongemotiveerde medewerker. Hij brengt veel van zijn tijd door met receptioniste Pam Beesly. Samen bedenken ze meestal grappen om met Dwight uit te halen. Zo sturen ze hem een tijd brieven namens de CIA, waarin hij als geheim agent opdrachten uit moet voeren. Jim trouwt in het zesde seizoen van de serie met Pam en samen krijgen ze een dochter, Cecillia Halpert, en een zoon, Phillip Halpert.
- Pam Beesly (Jenna Fischer) is in de eerste paar seizoenen van de serie de receptioniste van het kantoor. Na het avontuur met de Michael Scott Paper Company wordt ze gepromoveerd tot salesmedewerker. Ze was in eerste instantie verloofd met magazijnmedewerker Roy Anderson. Dat huwelijk heeft ze afgezegd, omdat ze iets voor Jim voelde. Uiteindelijk trouwen Jim en Pam met elkaar en krijgen ze een dochter en zoon. Ze kan maar liefst negentig woorden per minuut typen en tekent en schildert graag.
- Ryan Howard (B.J. Novak) begint als uitzendkracht bij The Office. Hij heeft een tijdje een knipperlichtrelatie met Kelly Kapoor. In de laatste aflevering van seizoen 3, "The Job", krijgt hij aan het einde van de aflevering te horen dat hij een nieuwe baan heeft gekregen, waarmee hij Michaels baas zal worden. Zodra hij heeft opgehangen maakt hij het uit met Kelly, waarop de aflevering – en het hele derde seizoen – is afgelopen. In zijn nieuwe functie sjoemelt hij echter met de cijfers en wordt hij opgepakt voor fraude en vervolgens ontslagen. Hij verdwijnt voor een paar afleveringen uit de serie en komt later terug via de Michael Scott Paper Company. Daarna werd hij weer bij Dunder Mifflin aangenomen als salesmedewerker. Later werd hij echter weer gedegradeerd tot uitzendkracht vanwege te weinig klanten. Ook is hij de bedenker van 'Whupfh!', een onderneming die een nieuw soort sociaal netwerk aanbiedt, waarbij je een bericht kunt sturen over alle communicatiemiddelen: telefoon, sms, fax en e-mail. Nog steeds heeft hij een knipperlichtrelatie met Kelly Kapoor van de klantendienst.

## Overige personages
- Andy Bernard
- Robert California
- Stanley Hudson
- Kevin Malone
- Meredith Palmer
- Angela Martin
- Oscar Martinez
- Phyllis Lapin-Vance
- Roy Anderson
- Jan Levinson
- Toby Flenderson
- Kelly Kapoor
- Karen Fillipelli
- Creed Bratton
- Darryl Philbin
- Erin Hannon
- Gabe Lewis
- Holly Flax
- Nellie Bertram
- Clark Green
- Pete Miller

## Productie

### Schrijvers
In eerste instantie huurde producent Greg Daniels een viertal schrijvers voor de serie in: Michael Schur, B.J. Novak, Paul Lieberstein en Mindy Kaling. Evenals twee consulterende producenten, Lester Lewis en Larry Wilmore.
Jennifer Celotta en het team bestaande uit Gene Stupnitsky en Lee Eisenberg, voegden zich bij het schrijversteam in het tweede seizoen. Steve Carell schreef de seizoensfinale "Casino Night". In het derde seizoen werd de aflevering "The Convict" geschreven door de bedenkers van de serie, Gervais en Merchant. In datzelfde seizoen voegde Brent Forrester zich ook bij het team. Carell schreef de aflevering "Survivor Man" in het vierde seizoen. Consulterend producent Lester Lewis schreef in dat seizoen ook een aflevering.

### Acteurs
Alle personages uit de originele serie werden bewerkt voor de Amerikaanse versie. NBC-programmabaas Kevin Reilly stelde Paul Giamatti voor, voor de rol van Michael Scott, maar de acteur wees het aanbod af. Acteurs Martin Short, Hank Azaria en Bob Odenkirk bleken ook geïnteresseerd te zijn. In januari 2004 berichtte Variety dat Steve Carell in onderhandelingen was voor de rol. Op dat moment was hij al verbonden aan een andere NBC-comedy, Come to Papa, maar die serie werd al snel geannuleerd waardoor Carell zijn volledige aandacht op The Office kon richten. Later verklaarde Carell dat hij slechts de helft van de originele pilotaflevering had gezien, voordat hij besloot op auditie te gaan voor de rol. Hij was namelijk bang dat hij de karakteristieken van Ricky Gervais zou overnemen.
Rainn Wilson, die geselecteerd werd als de naar macht hunkerende hielenlikker Dwight Schrute, had elke aflevering van de oorspronkelijke serie gezien voordat hij besloot naar de audities te gaan. In eerste instantie ging Wilson voor de rol van Michael, een auditie die hij beschreef als een "verschrikkelijke Gervais-imitatie". De producenten zagen in hem echter een Dwight en ze huurden hem in voor de rol.
John Krasinski en Jenna Fischer waren zo goed als onbekend voordat ze werden ingezet voor de rollen van, respectievelijk, Jim en Pam. Fischer bereidde zich op de auditie voor door zich zo saai mogelijk voor te doen, door onder andere haar haar te doen zoals deze ook in de serie te zien is.
De overige leden bestonden uit acteurs die bekend stonden om hun improvisatietalent; Angela Kinsey (Angela Martin), Kate Flannery (Meredith Palmer), Oscar Nuñez (Oscar Martinez), Leslie David Baker (Stanley Hudson), Brian Baumgartner (Kevin Malone), Melora Hardin (Jan Levinson) en David Denman (Roy Anderson).
In het derde seizoen werden Ed Helms en Rashida Jones toegevoegd aan de bezetting als werknemers van Dunder Mifflin Stamford. Jones verliet later de ploeg om een terugkerend personage te worden terwijl Helms een vast lid werd in de reeks.
Enkele schrijvers van de show kwamen ook regelmatig vóór de camera als acteur. Zo werd B.J. Novak de uitzendkracht Ryan Howard nadat producent Daniels zijn stand-upshow zag. Paul Lieberstein werd ingezet als plaatselijk hoofd personeelsbeleid, Toby Flenderson. Het personage Kelly Kapoor ontstond nadat er een minderheidsgroep benodigd was voor de aflevering Diversity Day, waarna schrijfster Mindy Kaling deze rol kreeg.

### Regisseurs
De pilotaflevering en acht andere afleveringen werden geregisseerd door Ken Kwapis (bekend van onder andere Malcolm in the Middle). Greg Daniels, Ken Whittingham, Amy Heckerling en Bryan Gordon begonnen ook met regisseren in het eerste seizoen.
Paul Feig, de bedenker van Freaks and Geeks, regisseerde vier afleveringen uit het tweede seizoen en drie afleveringen uit het vierde seizoen. In het derde en vierde seizoen stonden enkele regisseurs, bekend van andere series, aan het roer, zoals J.J. Abrams, Harold Ramis, Jason Reitman en Joss Whedon. Schrijver Lieberstein beleefde zijn debuut als regisseur met de aflevering "Money" in het vierde seizoen.

### Improvisatie
Voor elke aflevering van The Office wordt een volledig scenario geschreven. De acteurs krijgen echter de gelegenheid om tijdens het draaien te improviseren. Zo was de zoen tussen Michael en Oscar in de aflevering "Gay Witch Hunt", in het derde seizoen, geïmproviseerd. De verbazing op de gezichten was dan ook echt.

### Formule
The Office wordt neergezet als een zogenaamde "mockumentary". Een cameraploeg filmt, bij wijze van documentaire, het bedrijf Dunder Mifflin en haar medewerkers. De aanwezigheid van de camera wordt dan ook vaak duidelijk wanneer personages in of naar de camera kijken tijdens hun dagelijkse werkzaamheden. Sommige, zoals Michael Scott, doen heel enthousiast mee terwijl anderen er geïrriteerd of zenuwachtig door worden. Tussendoor vinden er zogenaamde "talking-head" interviews plaats waar de personages de gebeurtenissen met de cameraploeg bespreken. Sommige personages gebruiken de camera in hun eigen voordeel, zoals in de aflevering "Christmas Party". Hierin is Phyllis' vriend, Bob Vance, te zien, die zich meerdere malen voorstelt met "Bob Vance, Vance Refrigeration", bij wijze van reclame. Ook beïnvloedt de camera de verhaallijnen, bijvoorbeeld in de aflevering "Email Surveillance", waar Pam de cameraploeg vraagt om bewijs voor de geheime relatie tussen Dwight en Angela.

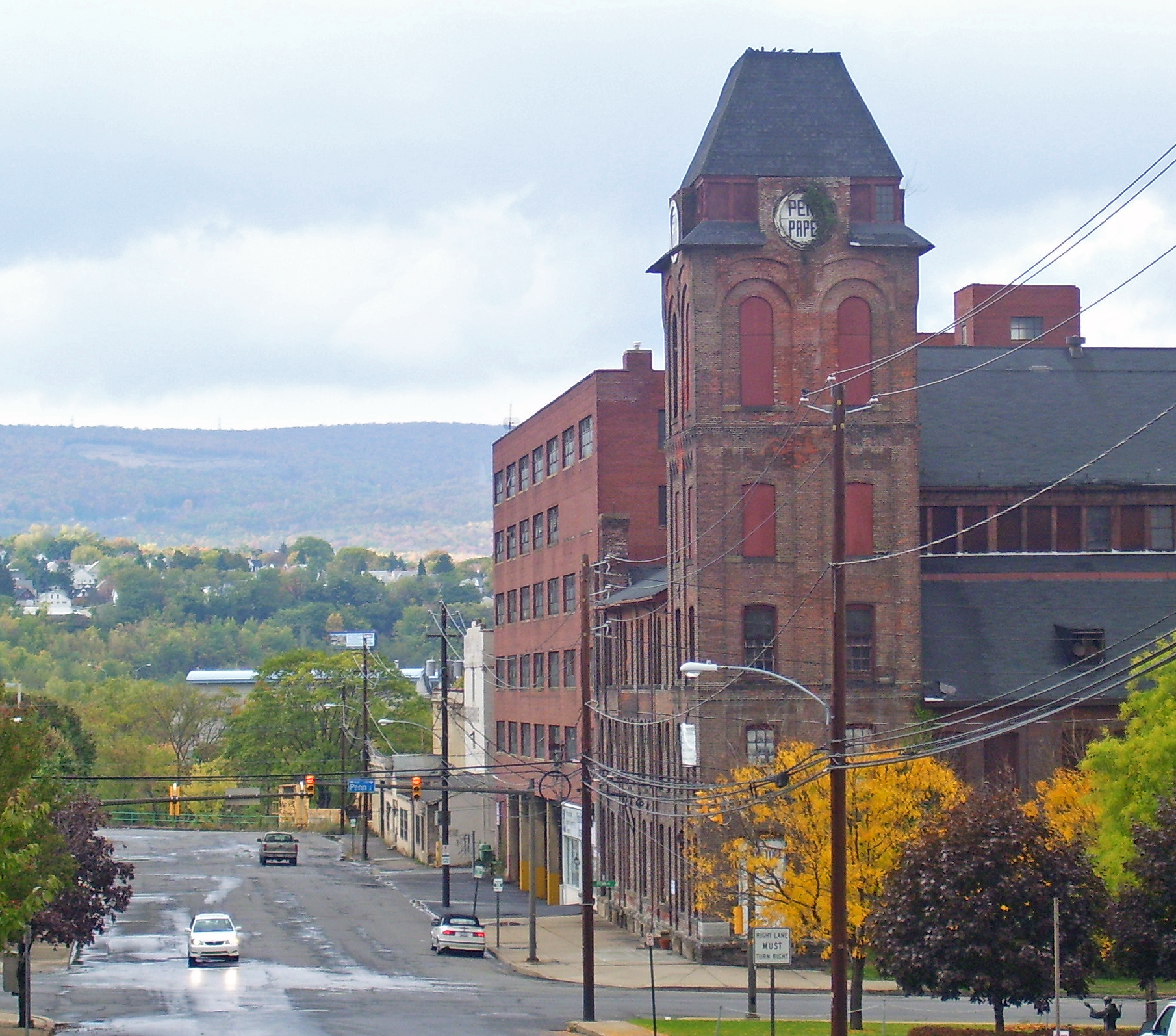
De Pennsylvania Paper & Supply Company toren, zoals te zien in de leader

In eerste instantie bleven de camera's vooral gefocust op het kantoor, maar naarmate de show steeds uitgebreider werd, werd ook het privéleven van de personages meer getoond, zoals de barbecue bij Jim thuis of de dinner party bij Michael. Vaak wordt er ook door ramen of open deuren gefilmd waarbij het geluid van een draadloze microfoon op een van de personages komt.
De overkoepelende verhaallijn van de eerste seizoenen is gebaseerd op die van de originele Britse serie: er dreigen ontslagen omdat het bedrijf moet inkrimpen; vertegenwoordiger Jim is hopeloos verliefd op receptioniste Pam, die echter verloofd is met de ruwe, onattente magazijnmedewerker Roy; en uiteindelijk moet de afdeling in kwestie fuseren met een andere. Nieuwe verhaallijnen deden zich echter ook al aan. Omdat de serie veel langer liep dan zijn Britse tegenhanger, ontwikkelden de verhaallijnen en de personages zich uitgebreider. Sommige elementen die vrij direct op de Britse versie waren gebaseerd, werden hierbij juist losgelaten: in het begin is Dwight bijvoorbeeld een vrijwilliger bij de politie, zoals zijn Britse tegenstander Gareth bij de reservisten dient, maar in het tweede seizoen zegt Dwight zijn vrijwilligerswerk op. Ook werden de bijfiguren op kantoor meer uitgewerkt, terwijl de meeste van hen vrij kleurloze achtergrondfiguren bleven in de Britse versie. Een groot verschil met de Britse en Amerikaanse versie, is dat de Amerikaanse versie al vrij snel een meer optimistische toon kreeg, terwijl de Britse versie vooral een saai en akelig kantoor neerzet.

### Intromuziek en leader
De intromuziek van The Office is gecomponeerd door Jay Ferguson en uitgevoerd door The Scrantones. De muziek staat onder de leader die beelden toont van de stad Scranton en verschillende alledaagse kantoorwerkzaamheden door de acteurs. De meeste afleveringen beginnen met een teaser, bestaande uit een korte, vaak humoristische scène waarna de leader start. De gebouwen zoals deze in de leader te zien zijn, zijn echte gebouwen in Scranton, Pennsylvania, die zijn gefilmd door John Krasinski.

### Locaties

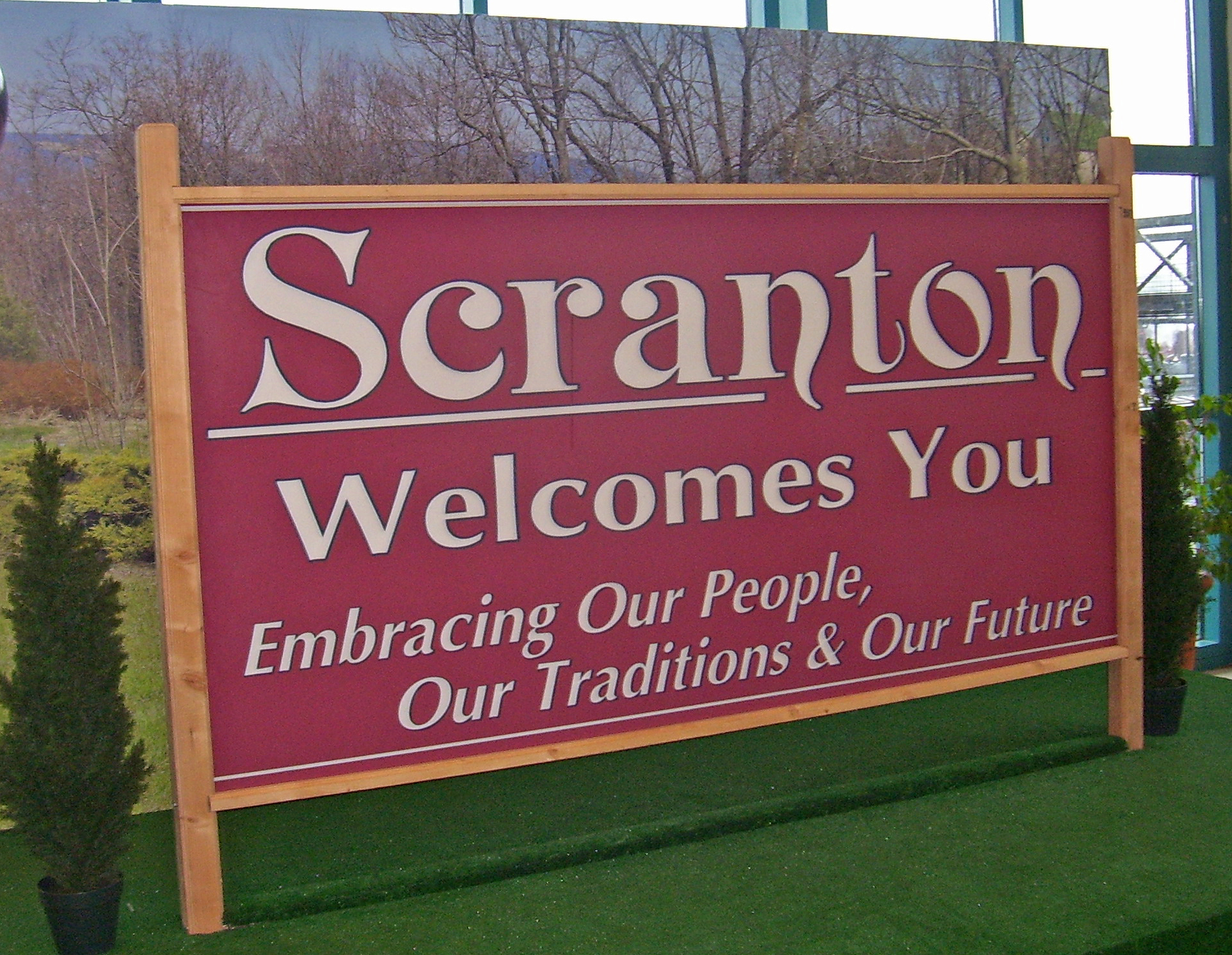
Het welkomstbord uit de leader.

Het eerste seizoen, slechts bestaande uit zes afleveringen, werd opgenomen op locatie in een echt kantoor. Voor het tweede seizoen werd besloten naar de Valley Center Studios in Van Nuys te verhuizen, alwaar het kantoor uit het eerste seizoen geheel werd nagebouwd, inclusief certificaten en diploma's met de namen van productiemedewerkers.
Alle opnames op locatie worden gedraaid in de Greater Los Angeles Area, met veel referenties naar bestaande bedrijven en plaatsen uit Scranton.

## Onderscheidingen
| Jaar | Resultaat   | Onderscheiding                        | Categorie                                                               | Ontvanger (Recipiënt) |
| ---- | ----------- | ------------------------------------- | ----------------------------------------------------------------------- | --- |
| 2006 | Winnaar     | Golden Globe Awards                   | Best Performance by an Actor in a Television Series – Musical or Comedy | Steve Carell |
| 2006 | Winnaar     | Television Critics Association Awards | Outstanding Achievement in Comedy                                       | |
| 2006 | Winnaar     | Television Critics Association Awards | Individual Achievement in Comedy                                        | Steve Carell |
| 2006 | Winnaar     | Emmy Awards                           | Outstanding Comedy Series                                               | |
| 2006 | Winnaar     | Women's Image Network Awards          | Outstanding Comedy Series                                               | |
| 2006 | Winnaar     | Women's Image Network Awards          | Outstanding Female Actress                                              | Jenna Fischer |
| 2006 | Genomineerd | Rose d'Or Awards                      | Best Sitcom                                                             | |
| 2007 | Winnaar     | Screen Actors Guild Awards            | Outstanding Performance by an Ensemble in a Comedy Series               | |
| 2007 | Winnaar     | American Cinema Editors – Eddie Award | Best Edited Half Hour Series for Television                             | Dean Holland and David Rogers for "Casino Night" |
| 2007 | Winnaar     | Writers Guild of America Awards       | Best Comedy Series                                                      | |
| 2007 | Winnaar     | Writers Guild of America Awards       | Episodic Comedy Writing                                                 | Steve Carell for "Casino Night" |
| 2007 | Winnaar     | Producers Guild Awards                | Episodic Television Comedy                                              | Greg Daniels & Kent Zbornak |
| 2007 | Winnaar     | NAACP Image Awards                    | Outstanding Director in Comedy Series                                   | Ken Whittingham for "Michael's Birthday" |
| 2007 | Gewaardeerd | Peabody Awards                        |                                                                         | |
| 2007 | Winnaar     | Webby Awards                          | Webby Award, Comedy: Individual Short or Episode                        | The Office: Accountants |
| 2007 | Winnaar     | Webby Awards                          | People's Voice, Best Comedy: Individual Short or Episode                | The Office: Accountants |
| 2007 | Winnaar     | Webby Awards                          | People's Voice, Best Television Website                                 | |
| 2007 | Winnaar     | Daytime Emmy Awards                   | Outstanding Broadband Program – Comedy                                  | producers Vivi Zigler, Jeff Ross, Jordon Schlansky, Mike Sweeney, and Robert Angelo and performers Paul Lieberstein, Michael Schur, Brian Baumgartner, Angela Kinsey, and Oscar Nuñez for The Office: Accountants |
| 2007 | Winnaar     | Emmy Awards                           | Outstanding Single-Camera Picture Editing For A Comedy Series           | Dean Holland and David Rogers for "The Job" |
| 2007 | Winnaar     | Emmy Awards                           | Outstanding Writing For A Comedy Series                                 | Greg Daniels for "Gay Witch Hunt" |
| 2008 | Winnaar     | Screen Actors Guild Awards            | Outstanding Performance by an Ensemble in a Comedy Series               | |

## Personages
| Personage            | Gespeeld door      | Functie |
| -------------------- | ------------------ | --- |
| Management           |                    | |
| Michael Scott        | Steve Carell       | Regiomanager Dunder Mifflin Scranton tot en met seizoen 7.                                                                 |
| Andy Bernard         | Ed Helms           | Regiomanager Dunder Mifflin Scranton voor seizoen 8 & 9                                                                    |
| Boekhouding          |                    | |
| Kevin Malone         | Brian Baumgartner  | Boekhouder |
| Oscar Martinez       | Oscar Nuñez        | Boekhouder |
| Angela Martin        | Angela Kinsey      | Hoofd boekhouding |
| Verkoop              |                    | |
| Dwight Schrute       | Rainn Wilson       | Assistent van de regiomanager / vertegenwoordiger (seizoen 3 tot en met 6) / regiomanager aan het einde van de serie       |
| Pam Beesly           | Jenna Fischer      | Receptionist (seizoen 1 tot en met 5) / vertegenwoordiger (seizoen 5 en 6) / office administrator (seizoen 7 tot en met 9) |
| Stanley Hudson       | Leslie David Baker | Vertegenwoordiger |
| Phyllis Vance-Lapin  | Phyllis Smith      | Vertegenwoordiger |
| Jim Halpert          | John Krasinski     | Assistent van de regiomanager vanaf seizoen 3 tot seizoen 9 (in seizoen 6 tijdelijk co-manager samen met Michael)          |
| Klantenondersteuning |                    | |
| Meredith Palmer      | Kate Flannery      | Inkoop |
| Kelly Kapoor         | Mindy Kaling       | Klantenservice |
| Creed Bratton        | Creed Bratton      | Kwaliteitscontrole |
| Magazijn             |                    | |
| Darryl Philbin       | Craig Robinson     | Chef magazijn |
| Roy Anderson         | David Denman       | Magazijnmedewerker (seizoen 1–3)                                                                                           |
| Uitzendkracht        |                    | |
| Ryan Howard          | B.J. Novak         | Uitzendkracht (seizoen 4 vice president regionale sales)                                                                   |
| Receptionist         |                    | |
| Erin Hannon          | Ellie Kemper       | Receptionist (vanaf seizoen 5)                                                                                             |
| Corporate            |                    | |
| Jan Levinson         | Melora Hardin      | Vice-President Regionale Sales (seizoen 1–3)                                                                               |
| David Wallace        | Andy Buckley       | Chief Financial Officer (seizoen 2-6) / CEO (seizoen 9)                                                                    |
| Toby Flenderson      | Paul Lieberstein   | Personeelsbeleid (Scranton) (seizoen 1–4 en 5-9)                                                                           |
| Holly Flax           | Amy Ryan           | Personeelsbeleid (Scranton) (seizoen 4-5)                                                                                  |